# Deborah Ajakaiye
Deborah Enilo Ajakaiye  (sinh năm 1940) là một nhà địa vật lý người Nigeria. Bà là nữ giáo sư vật lý đầu tiên ở châu Phi và công việc của bà trong lĩnh vực địa vật lý đã đóng một vai trò quan trọng trong khai thác mỏ ở Nigeria.

## Tiểu sử và học vấn
Ajakaiye sinh năm 1940 tại thành phố Jos, thủ phủ của bang Plateau ở Nigeria. Bà là con thứ năm trong sáu đứa con. Cha mẹ bà tin tưởng vào giáo dục bình đẳng về giới tính và công việc gia đình được phân công ở cả trẻ em nam và nữ. Năm 1962, bà tốt nghiệp Đại học Ibadan với một tấm bằng về vật lý. Bà nhận bằng thạc sĩ tại Đại học Birmingham ở Anh và vào năm 1970 nhận bằng Tiến sĩ trong lĩnh vực địa vật lý từ Đại học Ahmadu Bello ở Nigeria. Mặc dù ban đầu quan tâm đến toán học nhưng Ajakaiye nói rằng bà đã chọn theo đuổi địa vật lý vì bà tin rằng nó có thể giúp đất nước của mình.

## Sự nghiệp
Ajakaiye trở thành nữ giáo sư vật lý đầu tiên ở châu Phi vào năm 1980. Bà đã dạy tại Đại học Ahmadu Bello và Đại học Jos, phục vụ với tư cách là trưởng khoa khoa học tự nhiên của Đại học Jos. Công trình của bà về geovisualization đã được sử dụng để xác định vị trí của cả khoáng sản và nước ngầm ở Nigeria.

## Giải thưởng
Ajakaiye đã được công nhận vì cả những tiến bộ khoa học và những trợ giúp của bà đối với quốc gia Nigeria. Hiệp hội Địa khoa học và Mỏ Nigeria đã vinh danh bà vì những công trình của bà, khiến bà trở thành người phụ nữ đầu tiên nhận được giải thưởng. Bà cũng là người châu Phi da đen đầu tiên được vinh danh là một thành viên của Hội địa chất Luân Đôn.